# Ederson Bruno Domingos
Ederson Bruno Domingos (nacido el 21 de agosto de 1989) es un futbolista brasileño que se desempeña como delantero.
Jugó para clubes como el Internacional, Yokohama FC, Ypiranga, Brasil y Luverdense.

## Trayectoria

### Clubes
| Club          | País   | Año         |
| ------------- | ------ | ----------- |
| Internacional | Brasil | 2008 - 2009 |
| Yokohama FC   | Japón  | 2009 - 2011 |
| Ypiranga      | Brasil | 2012 - 2013 |
| Canoas        | Brasil | 2013        |
| Ferroviário   | Brasil | 2013 - 2014 |
| Veranópolis   | Brasil | 2014        |
| Novo Hamburgo | Brasil | 2014        |
| Brasil        | Brasil | 2014 - 2015 |
| Lajeadense    | Brasil | 2015        |
| Glória        | Brasil | 2015 - 2016 |
| São José      | Brasil | 2016        |
| Luverdense    | Brasil | 2016        |
| Ypiranga      | Brasil | 2017        |
| São Luiz      | Brasil | 2018        |
| Caxias do Sul | Brasil | 2018        |